# Deutsch Kaltenbrunn
Pour les articles homonymes, voir Kaltenbrunn.
Deutsch Kaltenbrunn (en hongrois : Némethidegkút) est une commune (Marktgemeinde) d'Autriche, dans le Burgenland. Elle fait partie du district de Jennersdorf.

## Géographie

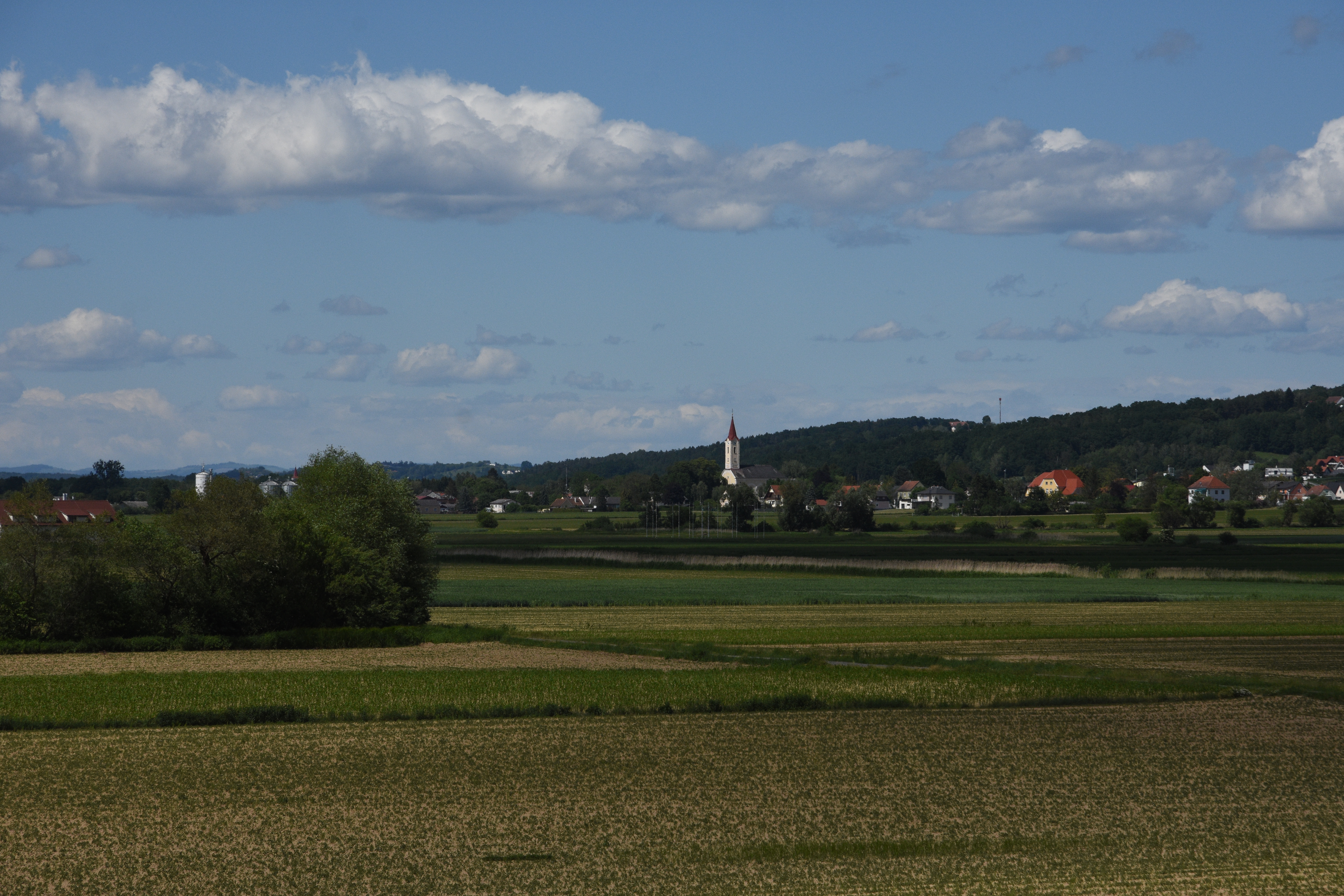
Vue sur le village.

La commune se trouve dans le Sud du Burgenland, à environ 20 kilomètres au Nord de la ville de Jennersdorf, le chef-lieu du district. La rivière Lafnitz à l'Ouest constitue la frontière avec le land de Styrie.

## Histoire
Le lieu est mentionné pour la première fois en 1281. Pendant des siècles, le village faisait partie du royaume de Hongrie (comitat de Vas), situé à la frontière avec le duché de Styrie, bien que durant la colonisation germanique les habitants étaient devenus germanophone. Au cours de la magyarisation du XIXe siècle, le nom hongrois Némethidegkút est officialisé.
Après la Première Guerre mondiale et la dissolution de l'Autriche-Hongrie en 1918, les habitants germanophones du Burgenland ont souhaité se joindre à la république d'Autriche allemande ; cette revendication est prise en compte aux traités de Traité de Saint-Germain-en-Laye (1919) et de Trianon (1920).

## Jumelages
La commune de Deutsch Kaltenbrunn est jumelée avec :
- Ehrenhausen (Autriche) depuis 1980 ;
- Hidegkút (Hongrie) depuis 2004.

## Personnalités liées à la commune
- Alois Brunner (1912-2001?), membre du parti nazi et officier SS, né au village de Rohrbrunn (Nádkút).